# Chrysotus dakotensis
Chrysotus dakotensis är en tvåvingeart som beskrevs av Harmston 1952. Chrysotus dakotensis ingår i släktet Chrysotus och familjen styltflugor. Inga underarter finns listade i Catalogue of Life.